# Deftones (album)
Deftones is het vierde studioalbum van de Amerikaanse band Deftones en werd op 20 mei 2003 uitgebracht door Maverick Records.
Het album zou in eerste instantie Lovers gaan heten, maar frontman Chino Moreno week daar vanaf omdat hij die titel te overduidelijk vond aansluiten bij de thematiek van het album.
Het album is vrij eclectisch, met nummers die veel verschillende genres beslaan. Mede doordat Frank Delgado keyboards en synthesizers ging gebruiken in plaats van zijn draaitafel en Stephen Carpenters overstap van 6- naar 7-snarige gitaren heeft het album een heel andere vibe als voorgaande albums. Zo zijn "Hexagram", "When Girls Telephone Boys" en "Bloody Cape" extreem heavy, is "Lucky You" een duister triphop-nummer (met een bijdrage van DJ Crook van Team Sleep), en is er op het droevige "Anniversary of an Uninteresting Event" gebruikgemaakt van een vleugel en een speelgoedpiano.
Voor de nummers "Hexagram", "Minerva" en "Bloody Cape" werden bijbehorende videoclips opgenomen. "Needles and Pins" is een eigen nummer van de band en verschilt dus van de hit "Needles and Pins"

## Tracks
Alle nummers geschreven door Deftones, behalve "Lucky You" door Deftones en DJ Crook.
1. "Hexagram" – 4:09
2. "Needles and Pins" – 3:23
3. "Minerva" – 4:17
4. "Good Morning Beautiful" – 3:28
5. "Deathblow" – 5:28
6. "When Girls Telephone Boys" – 4:36
7. "Battle-axe" – 5:01
8. "Lucky You" (feat. Reyka Osburn) – 4:10
9. "Bloody Cape" – 3:37
10. "Anniversary of an Uninteresting Event" – 3:57
11. "Moana" – 5:02

## Bezetting
Bandleden:
- Stephen Carpenter — gitaar
- Chi Cheng — basgitaar, achtergrondzang
- Abe Cunningham — drums
- Frank Delgado — samples, keyboards
- Chino Moreno — zang, gitaar

Gastmusici en producenten:
- Terry Date — productie, mixdown, systeemtechniek
- Kinski Gallo – aanvullende fotografie
- Sam Hofstedt — assistentie systeemtechniek
- Frank Maddocks — beeldredactie en design
- James R. Minchin III – bandfotografie
- Rey Osburn – aanvullende zang (op "Lucky You")
- Pete Roberts – Pro Tools-techniek en aanvullende systeemtechniek
- Nick Spanos – aanvullende fotografie
- Sean Tallman – assistentie systeemtechniek
- Greg Wells – arrangementen

## Hitnoteringen
Album
| Jaar | Chart                        | Notering |
| ---- | ---------------------------- | -------- |
| 2003 | Billboard 200                | 2        |
| 2003 | Top Canadian Albums          | 1        |
| 2003 | UK Albums Chart              | 7        |
| 2003 | Top Finnish Albums           | 9        |
| 2003 | Oostenrijk Top 40 Albums     | 20       |
| 2003 | Ierse Albums Chart           | 14       |
| 2003 | Franse Albums Chart          | 14       |
| 2003 | Zwitserse Albums Chart       | 19       |
| 2003 | Nederlandse Albums Chart     | 22       |
| 2003 | Belgische Albums Chart       | 29       |
| 2003 | Zweedse Albums Chart         | 23       |
| 2003 | Noorse Albums Chart          | 18       |
| 2003 | Nieuw-Zeelandse Albums Chart | 2        |
| 2003 | Australische Albums Chart    | 4        |
| 2003 | Deense Albums Chart          | 21       |
| 2003 | Portugese Albums Chart       | 4        |

Singles
| Jaar | Single     | Hoogste notering | Hoogste notering | Hoogste notering |
| Jaar | Single     | U.S. Mod         | U.S. Main        | UK               |
| ---- | ---------- | ---------------- | ---------------- | ---------------- |
| 2003 | "Minerva"  | 9                | 16               | 15               |
| 2003 | "Hexagram" | —                | —                | 68               |